# Li Kochman
Li Kochman (* 18. April 1995) ist ein israelischer Judoka. Der Europameisterschaftszweite von 2019 gewann 2021 mit der israelischen Mannschaft eine olympische Bronzemedaille.

## Sportliche Karriere
Li Kochman kämpft im Mittelgewicht, der Gewichtsklasse bis 90 Kilogramm. 2011 war er Dritter der Kadetteneuropameisterschaften. 2012 gewann er seinen ersten israelischen Meistertitel, zwei weitere folgten 2017 und 2018. 2014 erkämpfte er eine Bronzemedaille bei den U23-Europameisterschaften. Bereits 2015 nahm Kochman erstmals an den Weltmeisterschaften in der Erwachsenenklasse teil, scheiterte aber in der ersten Runde am Niederländer Guillaume Elmont.
Sein internationaler Durchbruch gelang Kochman erst 2019. Beim Grand Slam in Paris erreichte er das Halbfinale und verlor schließlich im Kampf um den dritten Platz gegen den Ungarn Krisztián Tóth. Bei den im Rahmen der Europaspiele 2019 ausgetragenen Europameisterschaften 2019 besiegte Kochman den Ungarn im Achtelfinale und schlug dann im Viertelfinale den Slowaken Milan Randl und im Halbfinale den Niederländer Noël van ’t End. Im Finale unterlag er dem für die Türkei startenden Mikail Özerler. Bei den Weltmeisterschaften in Tokio verlor Kochman im Achtelfinale gegen den Serben Nemanja Majdov.
Nach der Zwangspause wegen der COVID-19-Pandemie verlor Kochman bei den Europameisterschaften 2020 im Sechzehntelfinale gegen Majdov. Ein halbes Jahr später unterlag er im Achtelfinale der Europameisterschaften 2021 gegen den Georgier Lascha Bekauri. Ebenfalls im Achtelfinale schied er bei den Weltmeisterschaften 2021 gegen den Usbeken Davlat Bobonov aus. Bei den 2021 ausgetragenen Olympischen Spielen in Tokio traf Kochman im Achtelfinale auf den späteren Olympiasieger Lascha Bekauri und unterlag. Im Mixed-Mannschaftswettbewerb gewann die israelische Mannschaft eine Bronzemedaille. In der ersten Runde des Mixed-Wettbewerbs unterlag Kochman dem Italiener Christian Parlati, die israelische Mannschaft siegte aber mit 4:3. Im Viertelfinale gegen Frankreich bezwang er Axel Clerget, Frankreich siegte aber mit 4:3. In der Hoffnungsrunde besiegte er den Brasilianer Eduardo Yudy Santos und Israel gewann mit 4:2. Im Kampf um die Bronzemedaille trat Sagi Muki statt Kochman für Israel an.